# Ulmicola spinipes
Ulmicola spinipes är en insektsart som först beskrevs av Carl Fredrik Fallén 1807.  Ulmicola spinipes ingår i släktet Ulmicola, och familjen bredkantskinnbaggar. Arten är reproducerande i Sverige.